# Lord Kaiaphas
Валерио Коста, более известный под своими сценическими именами Kaiaphas и Lord Kaiaphas, является блэк-метал вокалистом, барабанщиком, автором текстов. В основном он известен своими работами в норвежской блэк-метал-группе Ancient. Его текущие проекты — Thokkian Vortex (блэк-метал) и Minimal Criminal (психоделик-транс). Его имя взято в честь Каиафы, первосвященника во время суда над Иисусом в Синедрионе.

## Биография
Lord Kaiaphas родился в Рио-де-Жанейро, Бразилия. Когда ему было шесть лет, он переехал в Вашингтон, округ Колумбия, США, где он и вырос. Большинство членов его семьи имели музыкальные склонности. Его бабушка по отцовской линии была очень известной оперной певицей сопрано во время её молодости. Не удивительно, что и Zhyin также развил страсть к музыке. На протяжении своих юношеских лет, Kaiaphas играл на ударных инструментах и пел для многочисленных рок и метал групп, записал несколько демо-кассет, и участвовал в десятках концертов.

### 1995—1998
Его профессиональная музыкальная карьера началась, когда он присоединился к норвежской блэк-метал-группе Ancient в 1995 году. Лидер группы, Aphazel, был впечатлён предыдущими работами Kaiaphas в американских блэк-метал-группах — Grand Belial's Key и Thokk, поэтому Kaiaphas (тогда известный как Lord Vlad Luciferian) стал очевидным выбором, чтобы заменить в Ancient предыдущего вокалиста, Grimm. В это время он изменил своё имя на Lord Kaiaphas и начал выступать исключительно как вокалист / фронтмен. Игра на барабанах стала его обязанностью строго для студийных записей, а для выступлений на концертах нанимали сессионных барабанщиков.
За время работы в Ancient, он записал два полноценных альбома для известного американского метал лейбла, Metal Blade Records — Cainian Chronicle и Mad Grandiosе Bloodfiends. Kaiaphas также участвовал в трёх музыкальных клипах Ancient — Lilith’s Embrace, Willothewisp и Um Sonho Psycodelico. В 1997 году группа отправилась в европейский тур вместе с Bal Sagoth и Dark Funeral. В том же году, лейбл Mordgrimm Records выпустил альбом Of Rape and Vampirism из бывшего проекта Kaiaphas, Thokk. Материал для этого диска был взят из демозаписи A Trance for the ever-toiling Witch, 1995 года. В 1998 году он отправился с Ancient в мини-тур по Америке, а также в последующий обширный европейский тур вместе с Belphegor и Behemoth . Вскоре после этого тура, Kaiaphas покинул Ancient.

### 1998—2001
Осенью 1998 года Kaiaphas переехал в Новый Орлеан, где он впоследствии сформировал трайбал-готик-психоделик рок-группу Oroboros, вместе со своим другом, Nicholas Syracuse. Они записали два демо и сыграли несколько концертов в Новом Орлеане. Oroboros также играл на фестивале Burning Man в 1999 и 2001 годах. В этой группе, Kaiaphas играл на барабанах, дарбуке, джембе, комбинируя игру с горловым пением. Их выступления включали в себя tribal body paint, танцы с огнём и fire breathing. Части их музыки были позже включены в саундтрек канадского независимого фильма, Monolithia. Группа распалась в 2001 году.
Ещё в 1996 году Kaiaphas открыл для себя психоделик транс, и на протяжении многих лет у него появлялось всё больше интереса к этому жанру. К 1999 году он стал психоделик транс DJ. К сожалению, в Новом Орлеане транс не был достаточно популярен. Поэтому, в 2002 году Kaiaphas переехал в Бразилию, где психоделик транс становился более и более популярным, в надежде достичь успешной карьеры в качестве DJ и продюсера. К этому времени он уже начал изучать специальность аудио инженера и начали писать свою электронную музыку.

### 2001-сейчас

#### Minimal Criminal
В 2003 году Kaiaphas сформировал minimal / прогрессивный транс проект под названием Minimal Criminal с Bruno Echoes. Их звук часто имеет тёмную атмосферу и почти все их треки имеют за собой небольшую историю или концепцию. Их треки также обычно содержат странные и семплы, взятые из фильмов или других источников, которые укрепляют основополагающие идеи их музыки.
В 2005 году Minimal Criminal выпустил дебютный трек Reefer and Barbeque, в сотрудничестве со шведским артистом Krumelur, на сборнике Intelligent Manipulation CD . После многочисленных релизов, в 2011 году Minimal Criminal выпустили альбом Minimus Maleficarum.

#### KAIAPHAS
В 2003 году Kaiaphas создал EBM/Futurepop/электро проект KAIAPHAS вместе со своим другом, Victor Salles и певицей TATI. В начале 2006 года состав группы изменился. Kaiaphas пригласил гитариста Lienhard, и новую вокалистку Lady Omega, из Россия.
За год до встречи с Kaiaphas, Lady Omega пела в одной из песен в альбоме Ancient — Night Visit, который был выпущен в 2004 году. По совпадению, Kaiaphas также пел в качестве гостя в том же альбом в треке Rape the Children of Abel. Он также выступал в качестве специального гостя на нескольких концертах Ancient в Греции в туре по Европе летом 2003 года. Во время пребывания в Греции, Kaiaphas записал несколько песен для греческой блэк-метал-группы Crossover, на их CD, Dogma 2004 .

#### Thokkian Vortex
В 2006 году Kaiaphas начал свой сольный блэк-метал проект, Thokkian Vortex. Этот проект был тем, о чём он мечтал много лет, но не имел возможности сделать ранее, потому что он не мог играть на струнных инструментах и не владел знаниями о студийной обработке музыки и продюсировании компьютерной музыки. Музыка из этого проекта находится вдохновлена ранними работами скандинавских блэк-метал групп, таких как Darkthrone, Emperor, Dark Funeral и Limbonic Art. В его музыке также присутствуют элементы классической / оркестровой и дарк-эмбиент музыки. в 2007 году был выпущен сплит с венгерской группой Aetheritus Obscuritas.

## Дискография

### Missionary Position
- Demo tape — (1991).
- Buy American — demo tape — (1992).

### Grand Belial’s Key
- Goat of a Thousand Young — demo tape — (1992).
- Triumpth of the Hordes — demo tape — (1994).

### Ancient
- The Cainian Chronicle — (Metal Blade records) — (1996).
- Mad Grandiose Bloodfiends — (Metal Blade records) — (1997).

### Oroboros
- demo tape — (2000).
- demo CD — (2000).

### Minimal Criminal
- Reefer and Barbeque -Intelligent Manipulation — (Zenon Records) — compilation CD — (2005).
- Eulenschrei — Contact Lens — (Cosmic Conspiracy Records) — compilation CD — (2005).
- Disco Shit (live remix) — Contact Lens — (Cosmic Conspiracy Records) — compilation CD — (2005).
- Zulu Pazuzu — The Lurker — (Cosmic Conspiracy Records) — compilation CD — (2006).
- Trukket i Lyden (Minimal Criminal Moses remix) — The Plot Thickens — (Cosmic Conspiracy Records) — compilation CD — (2007).
- Dark Lord of the Synth — The Plot Thickens — (Cosmic Conspiracy Records) — compilation CD — (2007).
- Grave Robbers From Outer Space — V.A. Halu Beats Vol. 1 — (Halu Beats Records) — compilation CD — (2008).
- Phat — Ozone remix — Cherokee (Pure Perception Records) — compilation CD — (2008).
- Product Placement — Natalia (Minimal Criminal remix) — Tall Poppy Syndrome — (Cosmic Conspiracy Records) — compilation CD — (2008).
- Red Mongolian Deathworm — Primordial — (Bio-Sine Records) — compilation CD — (2008).
- Necrogeezer — Big Stone — (Vagalume Records) — compilation CD — (2009)
- Tao of Yoda — Geek Mythology (Cosmic Conspiracy Records) — compilation CD — (2010)
- Minimus Maleficarum —  — (Cosmic Conspiracy Records) — Full-length album — (2010).
- Baaraparchuterphobia — PhoboPhobia (Cosmic Conspiracy Records) — compilation CD -(2011)
- All Hail The Mountain King! — The Tipping Point (HorsePower Productions) — compilation CD -(2012)
- The Lochness Monster — Cryptozoology (Cosmic Conspiracy Records) — compilation CD -(2012)
- Regurgitation — Pappedelic (Glitchy Tonic Records) — compilation CD -(2013)
- Kathaarians In Kira’s Swamp — Hypno.Tembr (Glitchy Tonic Records) — compilation CD -(2013)
- Mary Poppin Pills (Hedonix Remix) — Intergalactic Jackhammer (Jaira Records) — compilation CD -(2013)
- Possessed By Papa Legba — Sinister Grin (Glitchy Tonic Records) — compilation CD -(2013)
- A Fistfull Of Steam — High Noon (Cosmic Conspiracy Records) — compilation CD -(2013)

### KAIAPHAS
- Demo CD — (2005).
- Promo CD — (2006).
- Always Invisible — Orkus compilation 24 — (2006).
- Vile Vermin — Synthetics Magazine Get the Bombs of Music 2 compilation CD — (2007).

### Thokkian Vortex
- Thokkian Vortex/Aetherius Obscuritas The Saturnine Alliance split CD — (Sleaszy Rider Records) — (2007).

### Сотрудничество
- Crossover-Hatred Dogma — Dogma — (Sleaszy Rider Records) — (2004).
- Ancient — Rape the Children of Abel — Night Visit — (Metal Blade Records) — (2004).
- Aetherius Obscuritas — The Moon Shield — Black Medicine-Fekete Orvosság — Black Medicine-Fekete Orvosság -(Paragon Records) — (2009)
- Arcane Asylum/Zebulon Kosted — Atrocity is Silent — Shadow Project Omega — Shadow Project Omega (Ziekte records) — (2009)
- Mysteriis — 66 Infernal Legions — Hellsurrection —  — (2012)

## Видеография

### Ancient
- Lilith's Embrace — (Metal Blade Records) — (1996).
- Will-o'-the-wisp — (Metal Blade Records) — (1997).
- Um Sonho Psycodelico — (Metal Blade Records) — (2001).